# فرودگاه فورکز
فرودگاه فورکز (به انگلیسی: Forks Airport) یک فرودگاه همگانی بهره‌برداری هوایی است که یک باند فرود آسفالت دارد و طول باند آن ۷۳۲ متر است. این فرودگاه در کشور ایالات متحده آمریکا قرار دارد و در ارتفاع ۹۱ متری از سطح دریا واقع شده است.